# Horche
Horche è un comune spagnolo di 2 751 abitanti (2022) situato nella comunità autonoma di Castiglia-La Mancia.